# MTV Movie Awards 2009

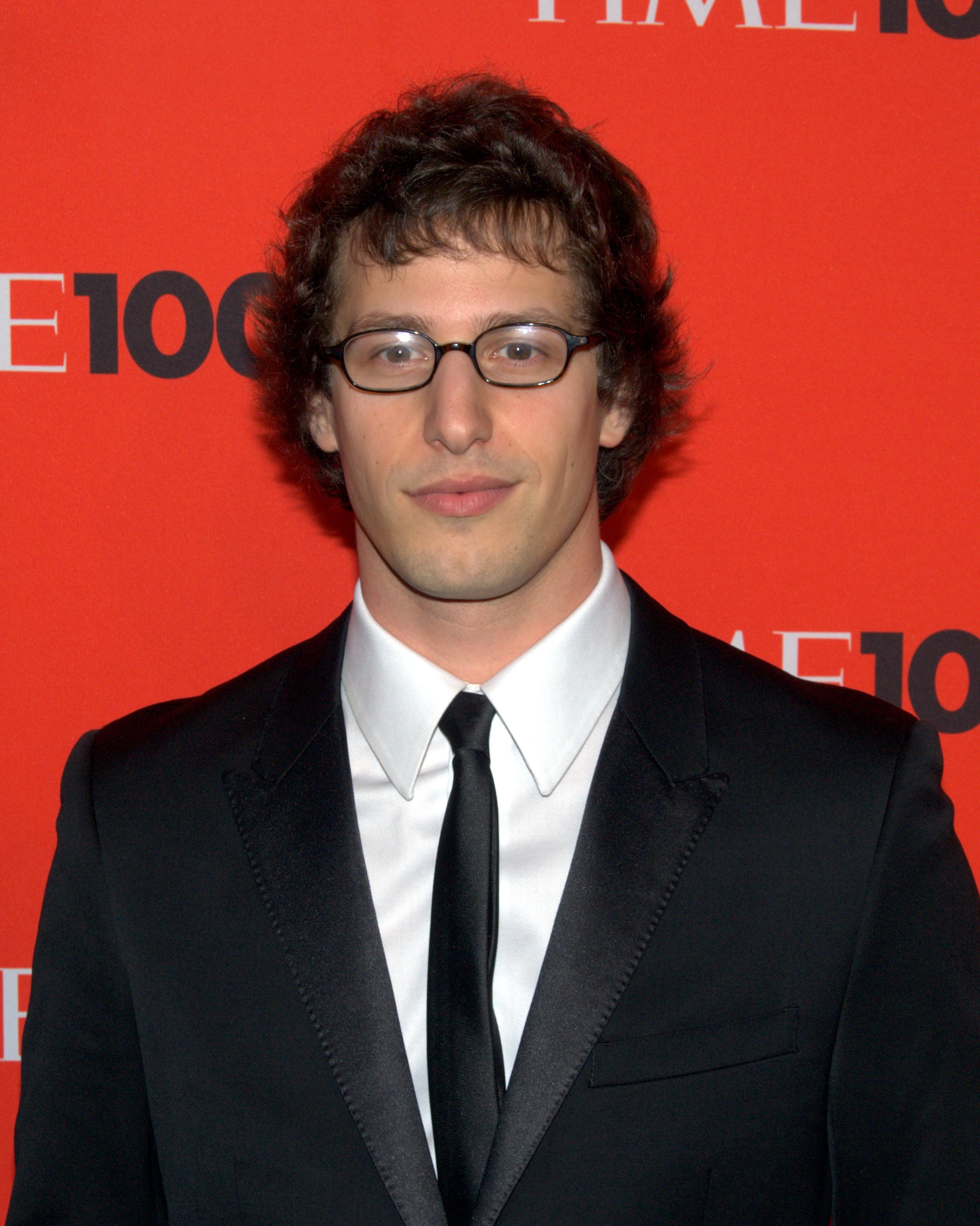
Andy Samberg na centésima Gala Time 100 (2010)

O MTV Movie Awards 2009 é a 18ª edição do evento realizado em 31 de maio no Gibson Amphitheatre, em Universal City, California. O comediante Andy Samberg foi o apresentador.

## Performances
- Eminem - "We Made You" / "3am"
- Kings of Leon - "Use Somebody"

## Nominados
* Os vencedores de cada categoria estão em negrito.
| Categorias                         | Apresentador(es) | Indicados | Título em português brasileiro | Título em português europeu |
| Melhor Filme                       | Denzel Washington | Twilight The Dark Knight High School Musical 3: Senior Year Iron Man Slumdog Millionaire | Crepúsculo Batman: O Cavaleiro das Trevas High School Musical 3: Ano da Formatura Homem de Ferro Quem Quer Ser um Milionário?                                              | Crepúsculo O Cavaleiro das Trevas High School Musical 3: Último Ano O Homem de Ferro Quem Quer Ser Bilionário?                     |
| Melhor Atriz                       | Cameron Diaz, Sofia Vassilieva e Abigail Breslin | Kristen Stewart (Twilight) Angelina Jolie (Wanted) Anne Hathaway (Bride Wars) Kate Winslet (The Reader) Taraji P. Henson (The Curious Case of Benjamin Button) | Crepúsculo O Procurado Noivas em Guerra O Leitor O Curioso Caso de Benjamin Button                                                                                         | Crepúsculo Procurado Noivas em Guerra O Leitor O Estranho Caso de Benjamin Button                                                  |
| Melhor Ator                        | Sacha Baron Cohen | Zac Efron (High School Musical 3: Senior Year) Christian Bale (The Dark Knight) Robert Downey Jr. (Iron Man) Shia LaBeouf (Eagle Eye) Vin Diesel (Fast & Furious) | High School Musical 3: Ano da Formatura Batman: O Cavaleiro das Trevas Homem de Ferro Controle Absoluto Velozes e Furiosos 4                                               | High School Musical 3: Último Ano O Cavaleiro das Trevas O Homem de Ferro Olhos de Lince Velozes e Furiosos                        |
| Revelação Feminina                 | Anna Faris | Ashley Tisdale (High School Musical 3: Senior Year) Amanda Seyfried (Mamma Mia!) Freida Pinto (Slumdog Millionaire) Kat Dennings (Nick and Norah's Infinite Playlist) Miley Cyrus (Hannah Montana: The Movie) Vanessa Hudgens (High School Musical 3: Senior Year)   | High School Musical 3: Ano da Formatura Mamma Mia! Quem Quer Ser um Milionário? Uma Noite de Amor e Música Hannah Montana: O Filme High School Musical 3: Ano da Formatura | High School Musical 3: Último Ano Mamma Mia! Quem Quer Ser Bilionário? - Hannah Montana: O Filme High School Musical 3: Último Ano |
| Revelação Masculina                | Jonah Hill e Vanessa Hudgens | Robert Pattinson (Twilight) Ben Barnes (The Chronicles of Narnia: Prince Caspian) Bobb'e J. Thompson (Role Models) Dev Patel (Slumdog Millionaire) Taylor Lautner (Twilight)                                                                                         | Crepúsculo As Crônicas de Nárnia: Príncipe Caspian Modelos Nada Corretos Quem Quer Ser um Milionário? Crepúsculo                                                           | Crepúsculo As Crónicas de Nárnia: O Príncipe Caspian Role Models Quem Quer Ser Bilionário? Crepúsculo                              |
| Melhor Comediante                  | Will Ferrell e Danny McBride | Jim Carrey (Yes Man) Amy Poehler (Baby Mama) Anna Faris (The House Bunny) James Franco (Pineapple Express) Steve Carell (Get Smart) | Sim Senhor! Uma Mãe Para o Meu Bebê A Casa das Coelhinhas Segurando as Pontas Agente 86 - O Filme                                                                          | Sim! Vai Chamar Mãe a Outra A Casa das Coelhinhas Alta Pedrada Get Smart - Olho Vivo                                               |
| Melhor Vilão                       | Não houve apresentador nesta categoria | Heath Ledger (The Dark Knight) Derek Mears (Friday the 13th) Dwayne Johnson (Get Smart) Johnathon Schaech (Prom Night) Luke Goss (Hellboy II: The Golden Army) | Batman: O Cavaleiro das Trevas Sexta-feira 13 Agente 86 - O Filme A Morte Convida Para Dançar Hellboy II: O Exército Dourado                                               | O Cavaleiro das Trevas Sexta-feira 13 Get Smart - Olho Vivo A Última Noite Hellboy II: O Exército Dourado                          |
| Melhor Beijo                       | Sandra Bullock e Ryan Reynolds | Kristen Stewart/Robert Pattinson (Twilight) Angelina Jolie/James McAvoy (Wanted) Freida Pinto/Dev Patel (Slumdog Millionaire) James Franco/Sean Penn (Milk) Paul Rudd/Thomas Lennon (I Love You, Man) Vanessa Hudgens/Zac Efron (High School Musical 3: Senior Year) | Crepúsculo O Procurado Quem Quer Ser um Milionário? Milk: A Voz da Igualdade Eu Te Amo, Cara High School Musical 3: Ano da Formatura                                       | Crepúsculo Procurado Quem Quer Ser Bilionário? Milk És o Maior, Meu High School Musical 3: Último Ano                              |
| Melhor Luta                        | Shia LaBeouf | Robert Pattinson vs. Cam Gigandet (Twilight) Anne Hathaway vs. Kate Hudson (Bride Wars) Christian Bale vs. Heath Ledger (The Dark Knight) Ron Perlman vs. Luke Goss (Hellboy II: The Golden Army) Seth Rogan/James Franco vs. Danny McBride (Pineapple Express)      | Crepúsculo O Procurado Batman: O Cavaleiro das Trevas Hellboy II: O Exército Dourado Segurando as Pontas                                                                   | Crepúsculo Procurado O Cavaleiro das Trevas Hellboy II: O Exército Dourado Alta Pedrada                                            |
| Melhor Momento "Que Porra é Essa?" | Amy Poehler (Baby Mama) Angelina Jolie (Wanted) Ayush Mahesh Khedekar (Slumdog Millionaire) Ben Stiller (Tropic Thunder) Jason Segel/Kristen Bell (Forgetting Sarah Marshall)       | Uma Mãe Para o Meu Bebê O Procurado Quem Quer Ser um Milionário? Trovão Tropical Ressaca de Amor | Vai Chamar Mãe a Outra Procurado Quem Quer Ser Bilionário? Tempestade Tropical Um Belo Par de... Patins                                                                    | |
| Melhor Canção                      | The Climb de Miley Cyrus (Hannah Montana: The Movie) The Wrestler, de Bruce Springsteen (The Wrestler) Jai Ho, de A. R. Rahman (Slumdog Millionaire) Decode, de Paramore (Twilight) | Quem Quer Ser um Milionário? O Lutador Hannah Montana: O Filme Crepúsculo | Quer Ser Bilionário? O Wrestler Hannah Montana: O Filme Crepúsculo | |

Prêmio especial MTV Generation
- Ben Stiller

Apresentadores: Zac Efron e Kiefer Sutherland.